# Northrop (Minnesota)
Northrop – miasto w Stanach Zjednoczonych, w stanie Minnesota, w hrabstwie Martin.